# Susan Rosenberg
Susan Lisa Rosenberg (5 oktober 1955) is een Amerikaans activist, extreemlinks revolutionair, schrijver en pleitbezorger van sociale rechtvaardigheid en rechten van gevangenen.
In de periode 1978-1984 was Rosenberg actief in een extreemlinkse revolutionaire organisatie in de Verenigde Staten. Deze organisatie verleende steun aan een aftakking van het Black Liberation Army, onder meer bij overvallen en bomaanslagen. In 1984 werd Rosenberg gearresteerd, nadat zij twee jaar voortvluchtig was geweest. Ze werd tot 58 jaar gevangenisstraf veroordeeld en bracht 16 jaar in de gevangenis door. Haar werd op 20  januari 2001 gratie verleend.
Zij is zijdelings betrokken bij het Black Lives Matter Global Network.

## Jeugd
Rosenberg groeide op in een Joods middenklasse gezin in Manhattan. Haar moeder was theaterproducent en haar vader tandarts. Ze bezocht de progressieve Walden School en ging later naar het Barnard College. Ze verliet Barnard en werd medicijnadviseur in het Lincoln Hospital in The Bronx. Uiteindelijk behaalde zij een licentie in traditionele Chinese geneeskunde en acupunctuur. Ze werkte ook als anti-drugsadviseur en acupuncturist bij gezondheidscentra in Harlem, waaronder de Black Acupuncture Advisory of North America.

## Activisme en gevangenschap
In die tijd raakte ze "totaal en diepgaand beïnvloed […] door de revolutionaire bewegingen van de jaren '60 en '70", zoals Rosenberg zei tijdens een interview in de radioshow Democracy Now!. Zij werd actief in het feminisme en werkte mee aan de ondersteuning van de Puerto Ricaanse onafhankelijkheidsbeweging en aan de strijd tegen het COINTELPRO-programma van de FBI. Ze sloot zich aan bij de extreemlinkse, revolutionaire Communistische Organisatie 19 mei ("M19CO"), die het BLA ondersteunde (financieel en bij overvallen op gepantserde geldtransporten en later bij bomaanslagen op overheidsgebouwen), alsmede de Weather Underground en andere revolutionaire organisaties steun verleende. Rosenberg werd ervan beschuldigd een rol te hebben gespeeld bij de bomaanslagen op het Capitool van de Verenigde Staten in 1983, op het US National War College en op de New York Patrolmen's Benevolent Association, maar die aanklacht werd ingetrokken als onderdeel van een schikking met andere leden van haar groep.
In november 1984 werd zij gearresteerd, na twee jaar voortvluchtig te zijn geweest en ondergronds te hebben geleefd, voor het bezit van 750kg aan explosieven. Daarvoor werd ze in maart 1985 door een jury veroordeeld; ze kreeg een gevangenisstraf van 58 jaar. Haar medestanders beweerden dat dit zestien keer zo lang was als gemiddeld in de VS voor dergelijke overtredingen werd opgelegd. Haar advocaten zijn van mening dat Rosenberg zonder politieke tenlastelegging een gevangenisstraf van vijf jaar zou hebben gekregen.
Rosenberg was een van de eerste twee gevangenen van de High Security Unit (HSU), een sterk beveiligd isolatie-complex in de kelder van de Federal Correctional Institution (momenteel het Federal Medical Center) in Lexington, Kentucky. Er zijn beschuldigingen geuit dat dit complex een experimentele ondergrondse politieke gevangenis was, die isolement en zintuiglijke deprivatie toepaste. De vrouwen waren 24 uur per dag onderworpen aan cameratoezicht en er werden constant ‘stripdoorzoekingen’ gedaan. Zij kregen slechts beperkt bezoek. En ze hadden weinig lichaamsbeweging. De American Civil Liberties Union veroordeelde het, nadat zij een rondleiding door dit complex hadden gekregen, als een "levend graf". Amnesty International noemde het "opzettelijk en nodeloos onderdrukkend". Nadat de ACLU met andere organisaties een rechtszaak had aangespannen, werd het complex in 1988 op last van een federale rechter gesloten. De gevangenen werden overgebracht naar reguliere cellen.
Rosenberg werd herhaaldelijk verplaatst, naar diverse gevangenissen in het hele land. Zij legde zich toe op schrijven en activisme rondom aids. Daarnaast behaalde ze een Master aan de Antioch University. Tijdens een toespraak op een forum in 2007 zei Rosenberg dat schrijven 'het mechanisme werd om mijn eigen gezond verstand te redden'. Ze voegde eraan toe dat ze deels begon te schrijven, omdat het intense isolement van de gevangenis haar volledig van de echte wereld dreigde af te sluiten en dat ze haar verbinding met die wereld niet wilde verliezen.

## Vrijlating
Rosenbergs straf werd op 20 januari 2001, de laatste ambtsdag van president Bill Clinton, omgezet in de tijd die zij had uitgezeten. Haar strafvermindering bracht een golf van kritiek teweeg bij de politie en New Yorkse functionarissen.
Na haar vrijlating werd Rosenberg hoofd communicatie bij de American Jewish World Service, een internationale organisatie voor ontwikkeling en mensenrechten, gevestigd in New York. Zij zette ook haar werk als anti-gevangenisactivist voort en doceerde literatuur aan het John Jay College of Criminal Justice, in Midtown Manhattan. Nadat ze daar vier semesters had lesgegeven, dwong het bestuur van de CUNY - onder politieke druk - het John Jay College de samenwerking met Rosenberg te beëindigen.
In 2004 bood Hamilton College haar aan om een maand lang een seminar te geven, Resistance Memoirs: Writing, Identity and Change. Sommige professoren, alumni en ouders van studenten maakten daar bezwaar tegen en als gevolg van de aanhoudende protesten sloeg Rosenberg dit aanbod uiteindelijk af.
Sinds 2020 is Rosenberg vicevoorzitter van de raad van bestuur van Thousand Currents, een non-profitorganisatie die de fondsenwerving sponsort en administratief werk doet voor onder meer het Black Lives Matter Global Network.

## Auteurschap
In 2011 publiceerde Rosenberg haar memoires van haar tijd in de gevangenis, onder de titel An American Radical: A Political Prisoner In My Own Country. Kirkus Reviews zei over dit boek: "De memoires van Rosenberg memoriseren op memorabele wijze de strijd van een vrouw die vastbesloten is de ‘agent’ van haar eigen leven te zijn".
- (en) Rosenberg, Susan (2011). An American Radical: A Political Prisoner In My Own Country. Kensington Books, New York. ISBN 9780806533049.